# Lei Chien-ying
Lei Chien-ying (17 de abril de 1990) é uma arqueira profissional taiwanesa, medalhista olímpica.

## Carreira

### Rio 2016
Lei Chien-ying fez parte da equipe taiwanesa feminina nas Olimpíadas de 2012 e em 2016 na qual conquistou a medalha de bronze no Tiro com arco nos Jogos Olímpicos de Verão de 2016 - Equipes femininas, ao lado de Lin Shih-chia e Tan Ya-ting.